# Eliel Lazo

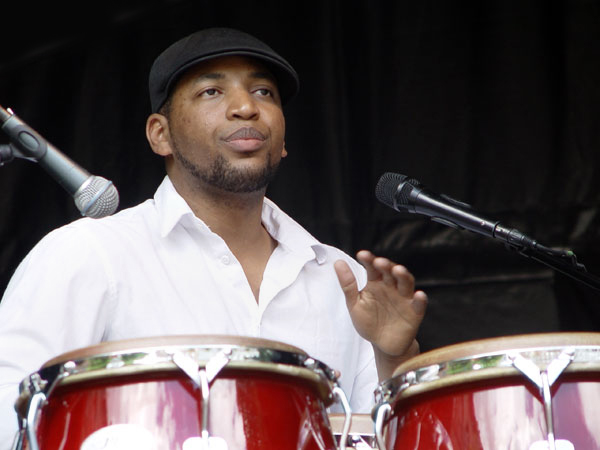
Eliel Lazo

Eliel Williams Lazo Linares, bekend als Eliel Lazo (Havana, 1 november 1983) is een Cubaanse percussionist, componist en producer, die jazz, rockmuziek, Latin en popmuziek speelt. Lazo studeerde aan de percussieschool van Oscar Valdes. Lazo kwam in 2004 naar Denemarken op uitnodiging van de Danish Radio Big Band, sinds 2007 woont hij hier permanent. Hij heeft gespeeld met onder meer Herbie Hancock, Wayne Shorter, Dave Holland, Bob Mintzer, Dianne Reeves en Airto Moreira. In 2003 won hij een belangrijke percussieprijs, de Percuba en in 2011 kreeg hij een Danish Music Award voor zijn plaat "El Conguero".

## Discografie
- Art Ensemble of Habana, 2005
- El Conguero, Stunt Records, 2011